# عماد الجديمة
عماد الجديمة (مواليد 11 مارس 2003) ، لاعب كرة قدم يمني يلعب لفريق اليمن الوطني .